# Gerächt
Gerächt ist eine novellistische Studie von Thomas Mann, die am 11. August 1899 im Simplicissimus erschien.

## Inhalt
20-jährig lernt der extrem gimpelhafte Anselm die zehn Jahre ältere Dunja Stegemann kennen. Dunja hat deutsche Eltern und ist in Moskau aufgewachsen. In Deutschland war sie als Gouvernante tätig, bis sie sich als freie Mitarbeiterin bei literarisch-künstlerischen Blättern verdingte. Anselm beschreibt Dunja als junge, kameradschaftliche, aber hässliche Frau. Gegenüber dem unfertigen Anselm strahlt Dunja Gelassenheit und das Selbstbewusstsein der gestandenen Intellektuellen aus. Mit Dunja debattiert Anselm stundenlang mit Gewinn über Kunstdinge. Es geht bei den abendlichen Gesprächen auch um die Psychologie der Liebe zwischen Mann und Frau. Dunja sitzt bei solchem Gedankenaustausch rauchend kerzengerade am Tisch. Sie zergliedert, viviseziert mit vollkommen männlich gebildetem Hirn. Anselm lümmelt sich auf der Chaiselongue und trinkt Rotwein. Solche analytischen Qualitäten bei einer Frau hätte er nie im Leben für möglich gehalten. Er kann die enge geistige Verwandtschaft mit ihr nicht leugnen. Weil die ellenlangen Kunstgespräche in jeder Hinsicht offen und ehrlich ohne jede Höflichkeit geführt wurden, glaubt Anselm, er könne dieser bemerkenswerten Frau alles sagen. An einem jener Abende hat Anselm zu viel Wein getrunken. So bringt der dumme Kerl zum Ausdruck, wie intakt das Verhältnis zwischen ihr und ihm sei, trotz seiner Abneigung gegen ihren Körper.
Dunja lässt sich nichts anmerken und entgegnet darauf, etwa vor einem Jahr habe sie in Frankfurt am Main einen schönen jungen Geliebten gehabt. Anselm sitzt da wie ein begossener Pudel. Dunja bleibt ganz ruhig und raucht damenhaft. In Anselm arbeitet es. Es kommt ihm so vor, als böte sich die regungslose Dunja an. Unbezähmbare tierische Triebe rumoren in Anselm und lassen sich schließlich nicht länger verdrängen. Da das Kunstgespräch bis in die Nacht hinein gegangen ist, kehrt Anselm nun den Wüstling heraus und will sofort eine Liebesnacht. Dunja steht auf und verabschiedet sich spöttisch lächelnd. Sie möchte es doch bei der Kameradschaft belassen.

## Rezeption
- Vaget bespricht die kleine Erzählung, in der es um ein „zynisches Verhältnis zum Erotischen“ geht, kurz.

## Ausgaben
- Thomas Mann: Sämtliche Erzählungen. S. Fischer Frankfurt 1963. Leinen. 763 Seiten, rotes Rückenschild mit Goldschrift. Vision, Gefallen, Der Wille zum Glück, Enttäuschung, Der Tod, Der kleine Herr Friedemann, Der Bajazzo, Tobias Mindernickel, Der Kleiderschrank, Gerächt, Luischen, Der Weg zum Friedhof, Gladius Dei, Tristan, Die Hungernden, Tonio Kröger, Das Wunderkind, Ein Glück, Beim Propheten, Schwere Stunde, Wälsungenblut, Anekdote, Das Eisenbahnunglück, Wie Jappe und Do Escobar sich prügelten, Der Tod in Venedig, Herr und Hund, Unordnung und frühes Leid, Mario und der Zauberer, Die vertauschten Köpfe, Das Gesetz, Die Betrogene, Der Knabe Henoch (Fragment).
- Thomas Mann: Sämtliche Erzählungen. Band 1. Fischer-Taschenbuch-Verlag, Frankfurt 1987, ISBN 3-10-348115-2, S. 176–181